# Sâu hại thân
Sâu đục thân hay sâu đục cành là bất kỳ loài côn trùng hoặc nhện nào sống ký sinh trong các thân cây hoặc cành cây. Thông thường, những loại sâu trùng này là đối tượng gây hại cho nông nghiệp đặc biệt là cây lương thực, cây công nghiệp và cây ăn trái.

## Tác hại
Sâu non đục lỗ vào trong thân gỗ, tạo thành đường hầm ngày càng lớn theo sự phát triển của nó, phá huỷ phần giác gỗ. Cành bị sâu đục khô héo và chết. Sâu đục thân phá hại cây từ 2–10 năm tuổi. Sâu đục thân hại ngô trong suốt quá trình sinh trưởng và hại ở tất cả các bộ phận từ thân, lá, bắp. Khi cây còn nhỏ, sâu đục vào nõn làm chết điểm sinh trưởng. Khi cây lớn sâu đục vào thân làm cản trở quá trình vận chuyển các chất dinh dưỡng, nếu gặp gió bão cây sẽ bị gãy. Khi trổ cờ sâu đục vào cờ làm gãy cờ, đục vào bắp làm thối bắp, thường gây ra triệu chứng nõn héo(thời kỳ đẻ nhánh) và bông bạc(thời kỳ đòng trỗ).

## Một số loài
- Sâu đục thân cành (Chelidonium argentatum, Nađezhiella cantorri, Anoplophora sp): Trưởng thành sâu đục thân 2 chấm có màu vàng nhạt, có chấm đen rõ ở giữa cánh trước. Rất ưa ánh sáng đèn, thời gian sống từ 3-5 ngày. Trưởng thành hoạt động mạnh vào ban đêm[1]
- Sâu đục thân bướm hai chấm (Scirpophaga incertulas): Gây hại trong suốt tời kỳ sinh trưởng của lúa (kể cả giai mạ). Thích hợp trong điều kiện ấm, nóng và ẩm độ cao nên ở miền Nam và miền Trung sâu có thể gây hại trong tất cả các vụ lúa. Tại các tỉnh phía Bắc, những năm mùa đông rét đậm kéo dài, vụ mùa khô hạn thường phát sịnh nặng. Một năm có 6 -7 lứa, quan trọng nhất là lứa 2 (tháng 5) và lứa 5 (tháng 9) gây bông bạc. Lúa xuân muộn và mùa chính vụ bị hại nặng hơn cả. Trong điều kiện vụ xuân sâu thường phát sinh 2 lứa. sâu non lứa 1 gây dảnh héo ở giai đoạn lúa đẻ nhánh, tuy nhiên tác hại của sâu lứa 1 thường thấp song đây là nguồn sâu cho lứa 2[2]
- Sâu đục thân năm vạch đầu nâu (Chilo suppressalis): Sâu đục thân 5 vạch Phát sinh nhiều ở vùng ôn độ thấp, ít lụt bão. Hại nặng ở giai đoạn lúa con gái- làm đòng; vụ xuân hại nặng hơn vụ mùa.
- Sâu đục thân năm vạch đầu đen (Chilo polychrysus): Sau khi thu hoạch, thu dọn rơm rạ đem đốt hoặc ngâm dầm để diệt nguồn sâu.
- Sâu đục cành xoài (Niphonolea albata và Niphonolea capito): thường gây hại bằng cách cắn tiện ngang ngọn của các cành non để đẻ trứng vào. Sâu non nở ra đục vào mô gỗ làm cành bị chết khô, thường gây hại nặng trong mùa mưa. Những cành ngọn sắp ra hoa cũng bị chúng gây hại nặng.
- Sâu đục cành lớn xoài (Penicillaria jocosatrix): họ Noctuidae thường ăn chồi non, làm ngừng sinh trưởng của cây xoài non trong vườn ươm, cây non và cả trên quả non, cuống quả. Chúng đục vào các chồi non, chồi hoa, cuống quả để gây hại làm héo chồi, gẫy cành và rụng quả non.
- Sâu đục cành non xoài (Chlumetia transversa và Alcicoides sp.): Sâu non khi mới nở ra thì đục ngay vào lá, sau đó chúng đục thẳng vào đầu các ngọn non, chùm hoa, ăn rỗng phía trong làm cho chồi non, cành hoa bị héo đi hoặc gãy đổ.
- Sâu đục thân chuối (Cosmopolite sordidus): Còn gọi là sâu vòi voi, phá hoại chủ yếu thân thật ở dưới đất. Sâu hại lá chuối bao gồm sâu cuốn lá, sâu dóm gây hại trên phiến lá.
- Sâu đục thân nhãn vải (Aristobia testudo): Những cây, cành bị sâu đục thân sẽ còi cọc kém phát triển, lá nhỏ bị vàng hơn, cây cho năng suất quả kém, gây chết cành thậm chí là chết cả cây.